# Karaberd (Shirak)
Pour l’article homonyme, voir Karaberd (Lorri).
Karaberd ou Qaraberd (en arménien Քարաբերդ) est une communauté rurale du marz de Shirak en Arménie. En 2008, elle compte 1 311 habitants.